# '88〜Love Story
《'88〜Love Story／Love Ya》是日本音樂組合B'z的吉他手松本孝弘於1991年9月25日發行的个人第一张單曲。

## 概要
- 首張SOLO單曲。
- 於1992年播放的『MUSIC FAIR』节目上，披露了本單曲的收錄曲「Love Ya」與B'z的「BLOWIN'」。
- 曲順表記並非「Beat #」，而是採用了「Pick up」這樣的表記方式。

## 收錄曲
1. 88〜Love Story (5:49)
2. Love Ya (4:36)

## 商業搭配
- Calbee「洋芋片」廣告曲(#1)

## 製作人員
- 松本孝弘：吉他、全曲作曲・編曲
- 明石昌夫：Manipulator（日语：マニピュレーター）、全曲編曲
- B+U+M
- 田中一光（日语：田中一光 (ドラマー)）：爵士鼓
- 大黑摩季：和聲

## 收錄專輯
'88〜Love Story
- Wanna Go Home（專輯版）
- Thousand Wave Plus

Love Ya
- Wanna Go Home（專輯版）
- Thousand Wave